# Bodo von Gladebeck

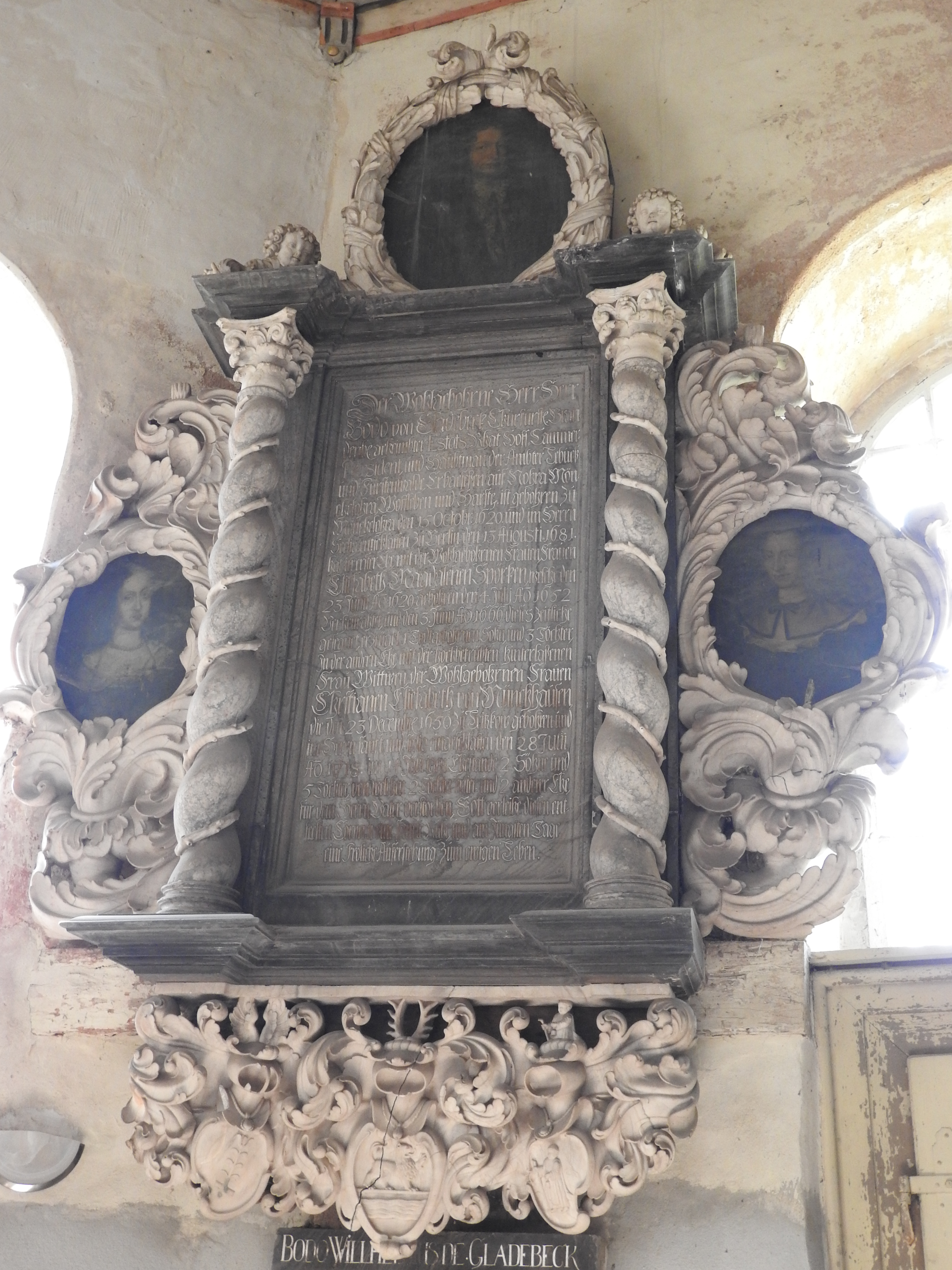
Epitaph in Nohra für Bodo von Gladebeck und seine Ehefrauen Elisabeth Magdalene von Spörcken und Christiane Elisabeth von Münchhausen, samt Porträts. Kirche St. Johannis Nohra

Bodo von Gladebeck (auch Bodo Willhelmus de Gladebeck; 15. Oktober 1620 in Münchenlohra – 13. August 1681 in Cölln an der Spree) war ein preußischer Staatsmann.

## Biografie

### Familie
Bodo von Gladebeck war ein Sohn des gleichnamigen Erbherrn auf Harste (1593–1620)
und der Magdalena, geborene von Oppershausen. Er vermählte sich 1652 mit Elisabeth Magdalene von Spörcken (1629–1666) und 1668 in zweiter Ehe mit Christiane Elisabeth von Münchhausen (1650–1718). Insgesamt wurden sechs Kinder geboren, darunter:
- Anna Katharina von Gladebeck (1652–1726), ⚭ 1666 Krafft Burkhard von Bodenhausen (1647–1716)
- Christine Lucie von Gladebeck (1671–1723), Erbin von Schloss Zedtlitz, das ihre Mutter 1706 im zeitgemäßen Barockstil neu aufbauen ließ, ⚭ 1689 mit Otto Christoph aus dem Winckel auf Wettin und Kriegsdorf (1665–1738)
- Adolph Friedrich von Gladebeck († 1701), mit ihm ist die Familie von Gladebeck im Mannesstamm erloschen.

### Beruf
Gladebeck stand zunächst als Geheimer Rat in braunschweigischen Diensten. 1666 ließ er die Kirche zu St. Gangolf, die samt dazugehörigen Klostergut seit 1590 bei seiner Familie war, sanieren. In der Kirche St. Johannis in Nohra, wo er Erbherr war, befindet sich ein Epitaph, ebenfalls von 1666. Gladebeck  war auch Vormund des früh verwaisten späteren preußischen General der Infanterie Otto von Schlabrendorf (1650–1721). Nach dem Wechsel in brandenburgische Dienste avancierte er am 10. Juni 1676 zum ältesten und Wirklichen Geheimen Rat, Generalkriegskommissar und Hofkammerpräsident in Berlin. Um 1676 wurde Gladebeck Amtshauptmann von Lebus und Fürstenwalde. Er war auch Erbherr auf Wuntsche, Lohr und Wolffleben.